# جون مكارثي (لاعب كرة قدم بريطاني)
جون مكارثي (بالإنجليزية: Jon McCarthy)‏ هو لاعب كرة قدم ومدرب كرة قدم بريطاني في مركز نصف الجناح، ولد في 18 أغسطس 1970 في ميدلزبرة في المملكة المتحدة. شارك مع منتخب إيرلندا الشمالية لكرة القدم من الدرجة الثانية ‏ ومنتخب أيرلندا الشمالية لكرة القدم. أما مع النوادي، فقد لعب مع برمنغهام سيتي وبورت فايل وشيفيلد وينزداي ونادي دونكاستر روفرز ونادي كارلايل يونايتد ونادي هارتلبول يونايتد ونادي يورك سيتي.

## وصلات خارجية
- جون مكارثي (لاعب كرة قدم بريطاني) على موقع قاعدة بيانات كرة القدم.إي يو (الإنجليزية)
- جون مكارثي (لاعب كرة قدم بريطاني) على موقع ناشيونال فوتبول تيمز (الإنجليزية)
- جون مكارثي (لاعب كرة قدم بريطاني) على موقع Soccerbase.com (لاعب) (الإنجليزية)